# 沼津市戸田造船郷土資料博物館
沼津市戸田造船郷土資料博物館（ぬまづしへだぞうせんきょうどしりょうはくぶつかん））は、静岡県沼津市戸田にある博物館。駿河湾深海生物館（ミュゼ ヘダビス）が併設されている。

## 歴史
「戸田村の洋式帆船建造地1ヶ所及艦長プチャーチン等の関係遺品45点一括」が静岡県指定史跡となったことを機に、静岡県田方郡戸田では保存展示施設の建設の機運が高まった。民間企業や住民からの寄付や、ソビエト連邦政府からの500万円の寄付をもとにして、1969年（昭和44年）7月1日、明治百年記念事業の一環として戸田村立造船郷土資料博物館（へだそんりつぞうせんきょうどしりょうはくぶつかん）として設立された。
1970年（昭和45年）4月30日には文化庁によって博物館登録された。同年には大阪万博が開催されたが、万博終了後にはソビエト連邦館に展示されていたディアナ号の模型を譲り受けた。生物学者の安原健允（日本大学名誉教授）らによって採取・標本化された深海生物を展示するために、1987年（昭和62年）には駿河湾深海生物館（ミュゼ ヘダビス）が併設された。

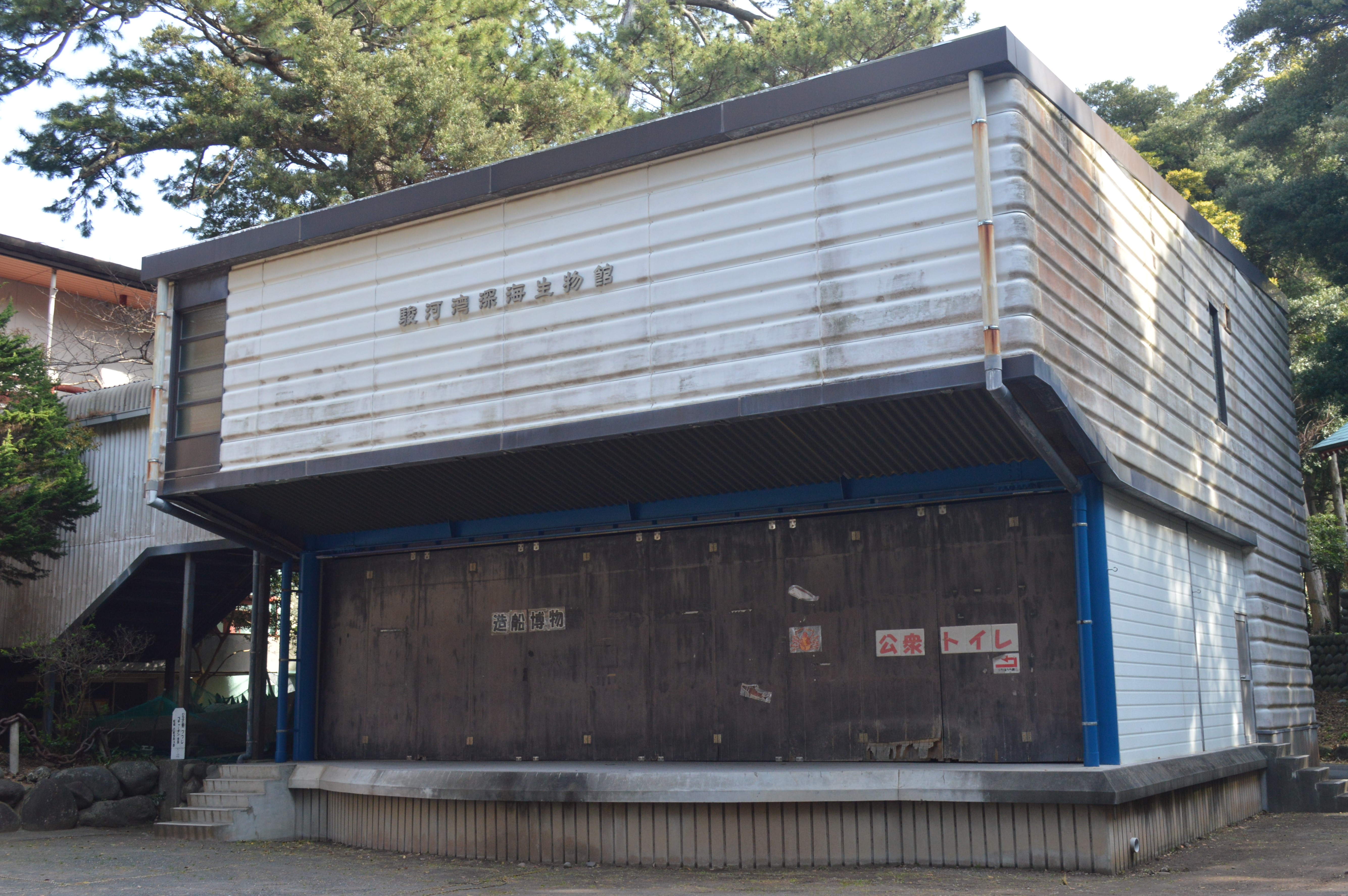
駿河湾深海生物館

1999年（平成11年）7月には開館30周年記念行事が開催され、アレクサンドル・パノフ駐日ロシア大使が来館した。2000年（平成12年）8月25日にはロシア大使館から戸田村に対して、ディアナ号やヘダ号に関する歴史的外交資料が贈呈された。2002年（平成14年）にはロシア外務省200周年を記念して、「ロシア外務省200周年記念資料展示会」が開催された。

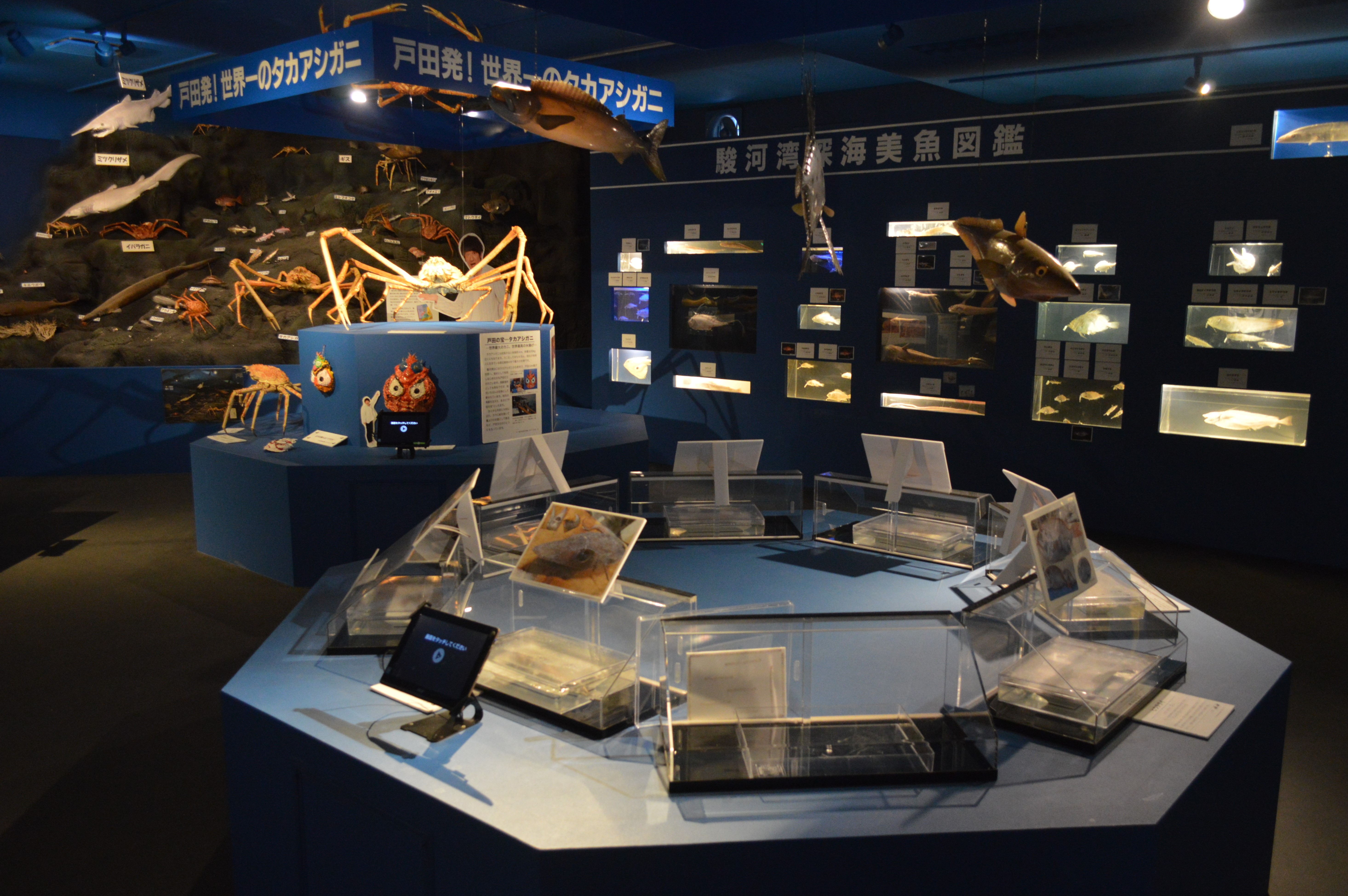
駿河湾深海生物館のタカアシガニなどの展示物

2005年（平成17年）4月1日には戸田村が沼津市に編入され、沼津市戸田造船郷土資料博物館に改称した。2017年（平成29年）7月22日、併設されている駿河湾深海生物館がリニューアルオープンした。東京大学大気海洋研究所の猿渡敏郎らが監修を行い、深海生物好きで知られるお笑い芸人（ココリコ）の田中直樹が名誉館長となっている。

## 展示
下田沖に停泊中に安政東海地震による津波で大破して宮島村（現・富士市）沖で沈没した、ロシア軍艦ディアナ号とその代船ヘダ号、エフィム・プチャーチン提督に関する資料がある。ヘダ号の模型は近代化産業遺産に選定されている。

### 近代化産業遺産
- ディアナ号模型 - 1970年（昭和45年）の大阪万博でソビエト連邦館に展示されていた模型。
- ヘダ号設計図 - ヘダ号の建造に携わった石原藤蔵の家に残されていた設計図[10]。
- 大工道具
- ヘダ号模型

## 施設
- 造船資料室
- 郷土資料室
- 駿河湾深海生物館（ミュゼ ヘダビス）